# فروز
فروز (به آلمانی: Frose) یک منطقهٔ مسکونی در آلمان است که در زی‌لند، آلمان واقع شده‌است. فروز  ۱٬۵۱۸ نفر جمعیت دارد.